# Ouabaína
Ouabaína ou estrofantina-g é uma substância orgânica inibidora específica da Na+ K+ ATPase, cujo papel fisiológico ainda não é bem compreendido.
A ouabaína é capaz de inibir a proliferação linfocitária induzida por substâncias mitogênicas mas não afeta a citotoxicidade produzida por células NK (Natural Killers Cells: células matadoras naturais). Ela bloqueia o transporte ativo de sal. É utilizada em estudos com teleósteos marinhos, para aumentar a concentração de sal, fazendo-os morrer.